# Benny Lindholm
Benny Lindholm, född 6 juni 1985, tidigare svensk ungdomspolitiker (folkpartist) från Stockholm.
2012 valdes Benny Lindholm till ordförande för Liberala studenter, Liberalernas studentnätverk som han var ordförande för fram till november 2014. Han var tidigare vice ordförande för Liberala studenter 2011-2012.
Lindholm engagerade sig i Liberala Ungdomsförbundet 2002 och var på kongressen i Uppsala 2012 valberedningens förslag till förbundsordförande. Linda Nordlund ställde upp som motkandidat och vann med 56 röster mot 36.
2010 tog han kandidatexamen på juristlinjen vid Uppsala Universitet.